# هنري براون (لاعب اتحاد الرغبي)
هنري براون (بالإنجليزية: Henry Brown)‏ هو لاعب اتحاد الرغبي نيوزيلندي، ولد في 14 يونيو 1910 في نيو بلايموث في نيوزيلندا، وتوفي في 1 يونيو 1965.